# 石坂ちなみ
石坂 ちなみ（いしざか ちなみ、1984年6月23日 - ）は、日本の元タレント、グラビアアイドル、女優。JMO所属。

## 略歴・人物
デビュー当初から数年間は吉本興業に所属し、本名である石坂 千尋（いしざか ちなみ）の名で活動していた。才谷ゆきこ、秋野ひとみ、立花圭とともにアイドルユニット「4s（フォース）」の一員として歌手活動を行っていたこともある。
主に雑誌のグラビアなどで活躍しており、集英社『週刊ヤングジャンプ』制コレ2002「準グランプリ」の受賞歴を持つ。
2004年にJMOへと移籍する。これにあわせて、名前の「千尋」が「ちひろ」と誤読されることを理由に、かな表記の石坂 ちなみへと改名した。
写真集やDVD・ビデオなどのタイトルには自分の名前である「ちなみ」の一部が使われることが多い。またファースト写真集の初版出版時には「初版全冊直筆サイン入り」という名目で売り出して話題になる（なお、この時のサインはそれまで使用されたものではなく、新たに考案した簡略版である）。
特技はダンス。趣味は料理、テニス、カラオケ、歌など多彩。
一時期芸能人女子フットサルチーム「南葛YJシューターズ」（現・南葛シューターズ）に所属していた。
妹の石坂希恵もタレント・モデルとして活動している。
長らく放置状態となっていた公式ブログは、現在すべての過去ログが消され、辛うじてアカウントだけが残った状態となっている。
JMOでのプロフィールは残っているものの、同事務所のトップページからは抹消されているため、そこからはたどっていけないようになっている。
2008年10月に、芸能界を引退し、六本木のキャバクラに勤務していると報道される。

## 出演

### テレビ
- バトラク（2001年）
- 登龍門F（2005年）
- 喫茶 隠れ家（2006年、ケーブルウエスト） - 芋山つね子 役
- 超星艦隊セイザーX（2006年） - パトラ 役
- Beach Angels（2006年、TBSチャンネル）
- 心霊探偵 八雲（2006年4月~6月、テレビ東京） - 土方真琴 役
- 天才てれびくんMAX「新ユゲデール物語」（2006年） - ちなみ姫 役
- 戦場のガールズライフ（2007年、ホームドラマチャンネル） - 暮石由美 役
- サイコロまかせ！桃鉄の旅（旅チャンネル）

### 映画
- ひとしずくの魔法（2001年） - 魔法使いミュウ 役
- 無問題2（2001年）
- EAT&RUN（2002年） - 富田千尋 役
- 渋谷怪談 THE リアル都市伝説（2006年）
- ナイチンゲーロ（2006年）
- 猫目小僧（2006年）
- 幸福のスイッチ（しあわせのスイッチ）（2006年） - 涼子 役
- こわい童謡 裏の章（2007年）

### ラジオ
- ミューコミ（2007年1月 - 3月、ニッポン放送）

### オリジナルビデオ
- 見知らぬ父親（2006年）
- 女子高生殺人日記（2007年） - 主演・美奈代 役

### 雑誌
- 週刊ヤングジャンプ

### CM
- 小僧寿し（2002年、関西地方）
- エヌ・ティ・ティ・ドコモ北陸（2004年）
- アコム（2005年）
- タイキグループ（2006年 - 2007年、パチンコホール、東海地区）

### デジタルコンテンツ
- パソコン
  - @misty
  - Juicy × Juicy
  - アイドルこんすく
  - ワニブックスグラビアコレクション
  - BASARA
  - Pakila

- モバイル
  - アイドルがイッパイ
  - ワニブックス@Mobile
  - エキゾチカ
  - オールスター待受
  - ウィークエンドプレジャー
  - どっきりクイーン

### アトラクション
- 4Dアトラクション 渋谷階段〜コインロッカーのサッちゃん〜（東京ドームシティアトラクションズ）

### PV
- BEAT CRUSADERS-Japanese Girl（2004年）

## 作品

### 写真集
- china-Rhythm チナリズム（2005年4月7日、集英社、撮影：塚田和徳）ISBN 4-0878-0410-0
- Anytime Tina-time（2006年1月21日、ワニブックス、撮影：井ノ元浩二）ISBN 4-8470-2910-0
- みなちなみ（2006年6月23日、竹書房、撮影：塚田和徳）ISBN 4-8124-2750-9

### ビデオ・DVD
- ちなみん（2004年8月、エッジ）
- プラちな（2005年1月、ジーオーティー）
- Cue!（2005年4月、ラインコミュニケーションズ）
- ちなな夏（2005年8月、バウハウス）
- チナチュラル（2005年11月、イーネット・フロンティア）
- みなちなみ（2006年3月、竹書房）
- ちな★ツアー（2006年10月、エンターブレイン）
- china+（チナプラス）（2006年12月、竹緒）
- China〜Winds（2007年6月、フォーサイド・ドット・コム）

### CD
- ぷれいらぶ〜はれんちな〜（2007年5月23日、GIRLS' PARTY）
- ちなみんのSWEET TRAP（2007年8月22日、GIRLS' PARTY）